# شیلا (کالابریا)
شیلا (به ایتالیایی: Scilla, Calabria) یک کومونه در ایتالیا است که در استان رجیو کالابریا واقع شده‌است.

## خصوصیات
شیلا ۴۳٫۶۸ کیلومترمربع مساحت و ۵٬۱۶۲ نفر جمعیت دارد و ۹۱ متر بالاتر از سطح دریا واقع شده‌است.